# Bruno van Würzburg

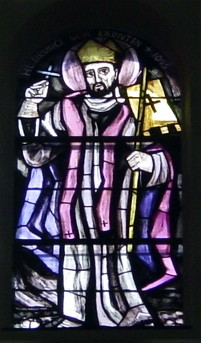
Bruno van Würzburg op een glasraam in een kerk bij Wenen.

Bruno van Würzburg (circa 1005 - Persenbeug-Gottsdorf, 27 mei 1045), ook Bruno van Karinthië genoemd, was van 1027 tot 1034 aartskanselier van Italië en van 1034 tot aan zijn dood prins-bisschop van Würzburg.

## Levensloop
Hij was de zoon van Koenraad I van Karinthië en Mathilde van Zwaben. In 1027 werd hij benoemd tot aartskanselier van Italië, maar nam in 1034 ontslag uit deze functie om prins-bisschop van Würzburg te worden. Dit bleef hij uitoefenen tot aan zijn dood aan de gevolgen van een ongeval.
Dit ongeval gebeurde tijdens een banket met keizer Hendrik III van het Heilig Roomse Rijk op het kasteel van Persenbeug. Tijdens dit banket zakte plots de vloer naar beneden, waardoor de aanwezigheden naar beneden vielen. Keizer Hendrik III was slechts lichtgewond, maar Bruno van Würzburg en een paar anderen waren zo zwaargewond dat ze binnen de week stierven. Aan dit ongeval wordt ook een legende gekoppeld: zo zou enkele dagen voor het ongeval de duivel aan Bruno van Würzburg verschenen zijn en hem bedreigd hebben, maar zou Bruno van Würzburg de duivel verjaagd kunnen hebben. Hij begraven in Würzburg.
Binnen de katholieke kerk wordt Bruno van Würzburg vereerd als heilige. Zijn naamdag valt op 27 mei.
- Bibsys: 4026707
- Biblioteca Nacional de España: XX1616032
- Bibliothèque nationale de France: cb13484838s (data)
- Gemeinsame Normdatei: 118746154
- International Standard Name Identifier: 0000 0003 7057 4993
- Library of Congress Control Number: n85207470
- Nationale Bibliotheek van Israël: 987012502449005171
- Nederlandse Thesaurus van Auteursnamen: 269110259
- Istituto Centrale per il Catalogo Unico: MILV045277
- Système universitaire de documentation: 136268617
- Virtual International Authority File: 249875035
- WorldCat: E39PBJxGRmWRkXBvdqW9W9MF8C